# The Zeros (film)
Pour plus de détails, voir Fiche technique et Distribution.
The Zeros est un film américain réalisé par John Ryman, sorti en 2001.

## Fiche technique
- Titre original : The Zeros
- Réalisation : John Ryman
- Scénario : John Ryman
- Décors : John O. Hartman
- Costumes : Jennifer McManus
- Photographie : Michael A. Price
- Montage : Narumi Inatsugu, Chris Kirkpatrick
- Musique : William Richter
- Production : Jennifer Manriquez, John Ryman
  - Coproduction : Drew Fleming, Kelly Frazier
- Société(s) de production : Zilch Co.
- Pays d'origine : États-Unis
- Année : 2001
- Langue originale : anglais
- Format : couleur – 1,85:1
- Genre : comédie dramatique, science-fiction
- Durée : 91 minutes
- Dates de sortie : 
  -  États-Unis : 10 mars 2001 (South by Southwest Film Festival)

## Distribution
- Mackenzie Astin (en) : Joe
- John Ales : Seth
- Rachel Wilson : Fanny
- Jennifer Morrison : Joyce
- Sam Vlahos : Durango
- Dwier Brown : Leo
- John Diehl : Burl
- Kyle Gass : Reed / David
- John Apicella : Psychiatrist
- Joseph Grimm : Karaoke Singer
- Sandra Kinder : Grandma
- Shishir Kurup : Surfer Clerk
- Don Luce : Scary Guy
- Kim Maxwell-Brown : Mère

## Distinction

### Récompense
- SXSW Film Festival 2001 : "Audience Award Narrative Feature" pour John Ryman